# Abderahman Moussa
Abderahman Moussa est une personnalité politique tchadienne.
Il commence sa carrière comme policier sous le régime de François Tombalbaye, puis rejoint la rébellion dans les Forces armées du Nord (FAN en 1980) et milite dans le Conseil démocratique révolutionnaire (CDR) de Acyl Ahmat en 1981.
Il est brièvement ambassadeur du Tchad à Paris mais rentre au Tchad à l’arrivée d’Hissène Habré au pouvoir. Il est ensuite nommé directeur général de la PHARMAT jusqu’à ce que le président Habré soit chassé du pouvoir en 1990.
Sous le régime d'Idriss Déby, Abderahman Moussa occupera successivement le poste d'ambassadeur du Tchad au Nigeria (vers 1993), directeur de l’Agence nationale de sécurité (service de renseignement tchadien), ministre de l’Intérieur puis ministre de la Sécurité publique. En 2010, il était conseiller à la Présidence chargé des questions de sécurité ainsi que médiateur national (jusqu'en 2014). Il a en effet la réputation d'être un homme de réseau, qui sait notamment convaincre les rebelles de se rallier au régime.